# Улица Крылова (Новосибирск)
Улица Крыло́ва — улица в Центральном районе Новосибирска. Начинается от Советской улицы, пересекает (в восточном направлении) под прямым углом Красный проспект и улицы Мичурина, Каменскую, Семьи Шамшиных, Ольги Жилиной. Заканчивается, примыкая к Ипподромской магистрали.

## История
В газете «Народная летопись» за 1909 год сообщается о том, что улицам Новониколаевска присвоили имена 21 писателя и 1 художника. В их числе присутствует и улица Крылова.

## Архитектура
Улица Крылова № 3 — многоквартирный П-образный дом, построенный в конце 1930-х годов. Отстоит на 25 м от красной линии застройки, два крыла-пристройки фасадными торцами выходят на красную линию.
Улица Крылова № 10а (Красный проспект № 57) — многоквартирный дом в стиле конструктивизма, расположенный на углу Красного проспекта и улицы Крылова. Был предназначен для работников НКВД.

## Организации
- Новосибирская областная специальная библиотека для незрячих и слабовидящих;
- Бассейн «Спартак»;
- Экономический лицей;
- Новосибирский техникум геодезии и картографии.

## Транспорт

### Наземный транспорт
На улице расположены 4 остановки наземного транспорта, обслуживаемые автобусами и маршрутными такси: «Центральный рынок (ул. Крылова)», «Семьи Шамшиных (ул. Крылова)», «Ольги Жилиной (ул. Крылова)», «Крылова (Ипподромская ул.)».

### Метрополитен
С улицы Крылова есть два входа на станцию метро «Красный проспект».

## Известные жители
- Михаил Афанасьевич Макаров (1917—2002) — участник Великой Отечественной войны, Герой Советского Союза. Жил в доме № 53. На здании установлена мемориальная доска[3].
- Виктор Владимирович Харчистов (1918—1982) — участник Великой Отечественной войны, Герой Советского Союза. Жил в доме № 53. На здании размещена памятная доска[4].